# Bernard Darmet
Bernard Darmet est un coureur cycliste français né le 19 octobre 1945 à Bouvent (commune par la suite intégrée à Oyonnax) et mort le 6 février 2018 à Denicé,.
Il a participé aux Jeux olympiques d'été de 1968. Il a été sélectionné pour les Jeux olympiques d'été de 1972 mais, malade, a dû déclarer forfait.
Son meilleur résultat sur la piste a été sa deuxième place en poursuite individuelle, en étant battu en finale par le Suisse Xavier Kurmann, sur le vélodrome T.J. Favorit de Brno en République tchèque, lors des championnats du monde de l'année 1969.
Il a suivi des études de kinésithérapie.

## Palmarès sur piste
- 1969
  -  Médaillé d'argent de la poursuite individuelle aux championnats du monde
  -  Médaillé de bronze de la poursuite par équipes aux championnats du monde

## Palmarès sur route
- 1968
  - 3e de Dijon-Auxonne-Dijon